# Kill Creek
Kill Creek és una població dels Estats Units a l'estat de Kansas. Segons el cens del 2000 tenia 35 habitants.

## Demografia
Segons el cens del 2000, Kill Creek tenia 35 habitants, 58 habitatges, i 33 famílies. La densitat de població era de 145,7 habitants/km².
Dels 58 habitatges en un 25,9% hi vivien nens de menys de 18 anys, en un 48,3% hi vivien parelles casades, en un 5,2% dones solteres, i en un 41,4% no eren unitats familiars. En el 37,9% dels habitatges hi vivien persones soles el 15,5% de les quals corresponia a persones de 65 anys o més que vivien soles. El nombre mitjà de persones vivint en cada habitatge era de 2,02 i el nombre mitjà de persones que vivien en cada família era de 2,65.
Per edats la població es repartia de la següent manera: un 18,8% tenia menys de 18 anys, un 9,4% entre 18 i 24, un 26,5% entre 25 i 44, un 21,4% de 45 a 60 i un 23,9% 65 anys o més.
L'edat mediana era de 40 anys. Per cada 100 dones de 18 o més anys hi havia 106,5 homes.
La renda mediana per habitatge era de 23.750 $ i la renda mediana per família de 33.125 $. Els homes tenien una renda mediana de 20.000 $ mentre que les dones 21.875 $. La renda per capita de la població era de 15.584 $. Entorn del 7,4% de les famílies i el 17,6% de la població estaven per davall del llindar de pobresa.